# هوغو تيورل
هوغو تيورل أو أكسل هوغو تيودور تيورل (Hugo Theorell أو Axel Hugo Theodor Theorell) ـ (6 يوليو 1903 ـ 15 أغسطس 1982) عالم سويدي، حصل على  جائزة نوبل في الطب لعام 1955.
ولد ثيورل في مدينة لينشوبينغ جنوب السويد، وفيها التحق بالدراسة قبل الجامعية حتى حصل على الشهادة الثانوية في 23 مايو 1921. وفي سبتمبر من نفس العام بدأ ثيورل دراسة الطب في معهد كارولنسكا، حيث تخرج سنة 1924 حاملاً درجة البكالوريوس في الطب. ثم قضى ثلاثة أشهر في دراسة علم الأحياء الدقيقة بمعهد باستور في باريس تحت إشراف البروفسور ألبير كالميت. وفي سنة 1930 حصل على درجة الدكتوراه في الطب، وكانت أطروحته للدكتوراه عن الدهون في بلازما الدم، ثم عين أستاذاً للكيمياء الفسيولوجية بمعهد كارولنسكا.
كرس ثيورل مجهوده البحثي لدراسة الإنزيمات، وحصل على جائزة نوبل في الطب سنة 1955 لاكتشافه إنزيم الأكسدة وآثاره. وقد شغل ثيورل قبل حصوله على الجائزة منصب رئيس قسم الأبحاث بمعهد نوبل، وهو بذلك أول باحث ذو علاقة بمعهد نوبل يحصل على جائزة نوبل.
حصل ثيورل على درجات علمية فخرية من عدة جامعات في فرنسا وبلجيكا والبرازيل والولايات المتحدة، كما اختير عضوًا أجنبيًا بالجمعية الملكية.
توفي ثيورل في ستكهولم ودفن في المقبرة الشمالية (بالسويدية: Norra begravningsplatsen) بجانب زوجته إلين مارغيت إليزابيث ثيورل، التي كانت عازفة بيانو وهارب معروفة.

## روابط خارجية
- هوغو تيورل على موقع الموسوعة البريطانية (الإنجليزية)
- هوغو تيورل على موقع مونزينجر (الألمانية)
- هوغو تيورل على موقع إن إن دي بي (الإنجليزية)